# ألبرت مايرز
ألبرت مايرز (بالإنجليزية: Albert Meyers)‏ هو كيميائي وأستاذ جامعي أمريكي، ولد في 22 نوفمبر 1932 في نيويورك في الولايات المتحدة، وتوفي في 23 أكتوبر 2007.